# Склоны Мыса
Склоны Мыса — городское урочище, покрытое лесным массивом в Таганроге. Расположено на склонах мыса, на котором была в петровские времена построена Троицкая крепость.
Общая площадь урочища «Склоны Мыса» на 2009 год — 4,7 га. Урочище расположено на склонах мыса от района улицы Чехова (Флагманский спуск) до Каменной лестницы.
В настоящий момент охраняется в соответствии с Постановлением Администрации г. Таганрога от 29 апреля 2009 года № 1599.